# France Musique
France Musique è un'emittente radiofonica pubblica tematica francese edita da Radio France e nata nel 1954.
Dedicata alla musica classica e al jazz, propone anche programmi di musica elettronica, musical, musica leggera, rock e world music. Trasmette i concerti delle due orchestre del gruppo Radio France, l'Orchestra filarmonica di Radio France e l'Orchestra nazionale francese, nonché il Coro di Radio France e la Maîtrise.
Il direttore è Marc Voinchet dal luglio 2015.